# Candiolo
Candiolo es una localidad y comune italiana de la provincia de Turín, región de Piamonte, con 5.635 habitantes.

## Evolución demográfica
| Gráfica de evolución demográfica de Candiolo entre 1861 y 2001 |
|                                                                |
| Fuente ISTAT - elaboración gráfica de Wikipedia                |